# Brasted Chart
Brasted Chart est un hameau dans le civil parish de Brasted dans le district de Sevenoaks dans le comté du Kent. Il se trouve au sud de Brasted et au Nord de Four Elms.

## Transports

### Routes
- Autoroute M25
- Route A25